# هولمز هربرت
هولمز هربرت (انگلیسی: Holmes Herbert؛ ۳۰ ژوئیهٔ ۱۸۸۲ – ۲۶ دسامبر ۱۹۵۶) هنرپیشه اهل بریتانیا بود.

## فیلم‌شناسی
- مرد نامرئی
- در لباسی خیره‌کننده
- شرلوک هولمز و سلاح سری
- شرلوک هولمز و خانه وحشت
- شرلوک هولمز در واشنگتون
- مادام اکس
- دکتر جکیل و آقای هاید
- خبرنگار خارجی
- دیوید و بث‌شبع
- بوسه
- ماجراهای شرلوک هولمز
- مروارید مرگ
- زن دنیادیده
- خانه روتشیلت
- کاپیتان بلاد
- لویدز لندن
- تعقیب تبهکار
- سنگاپور
- حکم
- زن مطلقه
- خانه عروسک
- لانه
- شمشیرزن
- شاپرک‌های بی‌پروا